# Джиллем
Джиллем (англ. Gillam) — містечко в Канаді, у провінції Манітоба, у межах невключеної частини переписної одиниці №23.

## Населення
За даними перепису 2016 року, містечко нараховувало 1265 осіб, показавши скорочення на 5,0%, порівняно з 2011-м роком. Середня густина населення становила 0,6 осіб/км².
З офіційних мов обидвома одночасно володіли 45 жителів, тільки англійською — 1 220, а 5 — жодною з них. Усього 150 осіб вважали рідною мовою не одну з офіційних, з них 85 — одну з корінних мов.
Працездатне населення становило 77% усього населення, рівень безробіття — 7,1% (8% серед чоловіків та 5,7% серед жінок). 96,5% осіб були найманими працівниками, а 2,1% — самозайнятими.
Середній дохід на особу становив $68 918 (медіана $52 928), при цьому для чоловіків — $98 379, а для жінок $36 431 (медіани — $96 939 та $29 216 відповідно).
24,7% мешканців мали закінчену шкільну освіту, не мали закінченої шкільної освіти — 28,6%, 47,3% мали післяшкільну освіту, з яких 25,6% мали диплом бакалавра, або вищий.
| Статево-вікова структура населення | Статево-вікова структура населення | Статево-вікова структура населення | Статево-вікова структура населення | Статево-вікова структура населення |
| ---------------------------------- | ---------------------------------- | ---------------------------------- | ---------------------------------- | ---------------------------------- |
|                                    |                                    |                                    |                                    |                                    |
| Всього                             | Всього                             | 50,8%49,2%                         |                                    |                                    |
| 0 — 14 років                       | 0 — 14 років                       |                                    | 28,1%                              | 28,1%                              |
| 15 — 64 років                      | 15 — 64 років                      |                                    | 68%                                | 68%                                |
| 65 і більше                        | 65 і більше                        |                                    | 4%                                 | 4%                                 |
| Середній вік (років)               | Середній вік (років)               | 31,329,6                           | 30,4                               | 30,4                               |
| Медіана (років)                    | Медіана (років)                    | 31,429,3                           | 30,1                               | 30,1                               |
| — чоловіки — жінки                 |                                    |                                    |                                    |                                    |

| Походження мешканців:     | Походження мешканців:     | Походження мешканців: | Походження мешканців: | Походження мешканців: |
| ------------------------- | ------------------------- | --------------------- | --------------------- | --------------------- |
| Походження                |                           |                       | осіб                  | %                     |
| Корінні американці        | Корінні американці        |                       | 535                   | 42.29%                |
| Інше північноамериканське | Інше північноамериканське |                       | 350                   | 27.67%                |
| Європейське               | Європейське               |                       | 660                   | 52.17%                |
| британське                | британське                |                       | 405                   | 32.02%                |
| французьке                | французьке                |                       | 115                   | 9.09%                 |
| українське                | українське                |                       | 120                   | 9.49%                 |
| Латинськоамериканське     | Латинськоамериканське     |                       | 25                    | 1.98%                 |
| Карибське                 | Карибське                 |                       | 10                    | 0.79%                 |
| Африканське               | Африканське               |                       | 10                    | 0.79%                 |
| Азійське                  | Азійське                  |                       | 65                    | 5.14%                 |

| Зайнятість населення за галузями (за класифікацією NOC): | Зайнятість населення за галузями (за класифікацією NOC): | Зайнятість населення за галузями (за класифікацією NOC): | Зайнятість населення за галузями (за класифікацією NOC): | Зайнятість населення за галузями (за класифікацією NOC): |
| -------------------------------------------------------- | -------------------------------------------------------- | -------------------------------------------------------- | -------------------------------------------------------- | -------------------------------------------------------- |
|                                                          |                                                          |                                                          |                                                          |                                                          |
| Управління                                               | Управління                                               |                                                          | 5,8%                                                     | 5,8%                                                     |
| Бізнес, фінанси та адміністрування                       | Бізнес, фінанси та адміністрування                       |                                                          | 10,1%                                                    | 10,1%                                                    |
| Природничі та прикладні науки                            | Природничі та прикладні науки                            |                                                          | 7,2%                                                     | 7,2%                                                     |
| Освіта, правозахист, муніципальні та урядові служби      | Освіта, правозахист, муніципальні та урядові служби      |                                                          | 12,9%                                                    | 12,9%                                                    |
| Роздрібна торгівля та послуги                            | Роздрібна торгівля та послуги                            |                                                          | 24,5%                                                    | 24,5%                                                    |
| Гуртова торгівля, транспорт та обладнання                | Гуртова торгівля, транспорт та обладнання                |                                                          | 29,5%                                                    | 29,5%                                                    |
| Природні ресурси, сільське господарство                  | Природні ресурси, сільське господарство                  |                                                          | 2,2%                                                     | 2,2%                                                     |
| Виробництво                                              | Виробництво                                              |                                                          | 5%                                                       | 5%                                                       |

## Клімат
Громада знаходиться у зоні, котра характеризується континентальним субарктичним кліматом. Найтепліший місяць — липень із середньою температурою 15.8 °C (60.4 °F). Найхолодніший місяць — січень, із середньою температурою -24.4 °С (-11.9 °F).
| Клімат Джиллема         | Клімат Джиллема | Клімат Джиллема | Клімат Джиллема | Клімат Джиллема | Клімат Джиллема | Клімат Джиллема | Клімат Джиллема | Клімат Джиллема | Клімат Джиллема | Клімат Джиллема | Клімат Джиллема | Клімат Джиллема | Клімат Джиллема |
| Показник                | Січ.            | Лют.            | Бер.            | Квіт.           | Трав.           | Черв.           | Лип.            | Серп.           | Вер.            | Жовт.           | Лист.           | Груд.           | Рік             |
| Абсолютний максимум, °C | 2,9             | 4,6             | 12,4            | 28,7            | 32,4            | 36,8            | 35,2            | 35,1            | 31              | 22,4            | 9,5             | 2,6             | 36,8            |
| Середній максимум, °C   | −19,7           | −16             | −7,9            | 1,9             | 9,9             | 18              | 21,8            | 20              | 12,4            | 3,6             | −7,6            | −16,9           | 1,6             |
| Середня температура, °C | −24,4           | −21,7           | −14,6           | −4,4            | 3,9             | 11,6            | 15,8            | 14,4            | 7,9             | 0               | −11,6           | −21,4           | −3,7            |
| Середній мінімум, °C    | −29             | −27,3           | −21,2           | −10,6           | −2,2            | 5,1             | 9,7             | 8,7             | 3,3             | −3,5            | −15,5           | −25,9           | −9              |
| Абсолютний мінімум, °C  | −46,1           | −45             | −42,6           | −33             | −22,8           | −6,1            | −1,7            | −1,7            | −9,1            | −26,9           | −39,4           | −45,1           | −46,1           |
| Норма опадів, мм        | 19.6            | 19              | 22.7            | 21.7            | 42.6            | 55.8            | 78.6            | 76.1            | 56.8            | 42.2            | 38              | 23.3            | 496.4           |
| Днів з опадами          | 12,6            | 12              | 10,3            | 8,1             | 10,6            | 11,9            | 14,3            | 14,1            | 14,6            | 13,2            | 15,1            | 13,7            | 150,6           |
| Днів з дощем            | 0,1             | 0,2             | 0,7             | 2,3             | 7,5             | 11,1            | 14,1            | 14,1            | 13,9            | 6               | 0,9             | 0,3             | 71,2            |
| Днів зі снігом          | 14              | 13,4            | 11,2            | 7,5             | 4,8             | 1,1             | 0               | 0               | 2,2             | 8,8             | 15,3            | 15              | 93,4            |
| Вологість повітря, %    | 96              | 95              | 91              | 81              | 72              | 72              | 73              | 78              | 83              | 86              | 94              | 92              | 84              |
| ----------------------- | --------------- | --------------- | --------------- | --------------- | --------------- | --------------- | --------------- | --------------- | --------------- | --------------- | --------------- | --------------- | --------------- |
| Джерело: Weatherbase    |                 |                 |                 |                 |                 |                 |                 |                 |                 |                 |                 |                 |                 |